# Søren Lilholt
Søren Lilholt (Kopenhagen, 22 september 1965) is een voormalig Deens wielrenner. Hij werd een keer Deens kampioen op de weg en won in 1990 de E3 Prijs Harelbeke. 

## Belangrijkste overwinningen
1983
- Wereldkampioen op de weg, Junioren

1984
- 1e etappe Ronde van Zweden

1986
- 2e etappe Ronde van Zweden
- 2e etappe Ster van Bessèges

1987
- Ronde van Luxemburg

1988
- 4e etappe Ronde van Zweden
- 2e etappe Parijs-Nice
- Deens kampioen op de weg, Elite

1990
- E3 Prijs Harelbeke
- 4e etappe Kellogg's Tour of Britain
- Flèche Hesbignonne-Cras Avernas

## Resultaten in voornaamste wedstrijden
| Jaar | Ronde van Italië | Ronde van Frankrijk | Ronde van Spanje |
| ---- | ---------------- | ------------------- | ---------------- |
| 1986 |                  |                     |                  |
| 1987 |                  |                     | 51e              |
| 1988 |                  | 99e                 |                  |
| 1989 |                  | opgave              | opgave           |
| 1990 |                  | 85e                 |                  |
| 1991 |                  | opgave              |                  |
| 1992 | 109e             | 99e                 |                  |

| Jaar | Milaan-San Remo | Gent-Wevelgem | Ronde van Vlaanderen | Parijs-Roubaix | Amstel Gold Race | Luik-Bast.‑Luik | Parijs-Brussel | Parijs-Tours | Bretagne Classic |  | WK op de weg |
| ---- | --------------- | ------------- | -------------------- | -------------- | ---------------- | --------------- | -------------- | ------------ | ---------------- |  | ------------ |
| 1986 |                 |               |                      |                |                  |                 |                |              | Brons            |  |              |
| 1987 |                 |               | 52e                  |                |                  | 79e             |                | 15e          |                  |  |              |
| 1988 | 107e            | 9e            | 15e                  |                | 15e              |                 | 39e            |              |                  |  | 44e          |
| 1989 |                 |               |                      |                |                  |                 | 20e            | 38e          |                  |  |              |
| 1990 | 37e             |               |                      | 24e            | 54e              |                 | 9e             | 19e          | 6e               |  |              |
| 1991 | 19e             |               |                      |                |                  |                 | 12e            |              | 10e              |  |              |
| 1992 |                 | 50e           |                      | 36e            |                  |                 | 49e            |              |                  |  |              |